# Nanette Burstein
Nanette Burstein (født 23. maj 1970) er en amerikansk film-og tv-instruktør. Burstein har produceret, instrueret og co-instrueret mange dokumentarfilm, der har vundet hende mange priser og nomineringer, herunder en oscarnominering for bedste dokumentar og Sundance Special Jury Prize for Dokumentar.
Burstein studerede film på New York Universitys Tisch School of the Arts.
Hun bor i New York og er medejer af en Manhattan bar The Half King, med Scott Anderson og Sebastian Junger. Nanette er gift og mor til en datter.
I 2010 instruerede hun filmen Going the Distance med Justin Long og Drew Barrymore.